# Nioundou
Nioundou är ett berg i Kongo-Brazzaville. Det ligger i departementet Niari, i den sydvästra delen av landet, 220 km väster om huvudstaden Brazzaville. Toppen på Nioundou är 760 meter över havet.